# Paideia (pismo)
Paideia. Przegląd dydaktyczno-naukowy z zakresu filologii klasycznej – rocznik wydawany w latach 1948–1949 w Lublinie pod auspicjami Polskiego Towarzystwa Filologicznego. 
Redaktorem naczelnym była Janina Niemirska-Pliszczyńska. Periodyk był poświęcony antykowi i filologii klasycznej. 